# AC-401
AC-401 é uma rodovia brasileira, pertencente ao estado do Acre, também chamada de Estrada do Agricultor. Com extensão de 50 km, liga o município de Plácido de Castro à cidade de Acrelândia, já próxima da BR-364.